# Samsung 20.000-TEU-Typ
Der Samsung 20.000-TEU-Typ, kurz auch Samsung 20000, ist ein Containerschiffs-Bautyp des südkoreanischen Schiffbauunternehmens Samsung Heavy Industries. Bei der Indienststellung waren es seinerzeit der größten Containerschiffsentwurf der Welt mit der größten Stellplatzkapazität.

## Geschichte
Es wurden insgesamt zehn Einheiten, vier für die japanische Reederei Mitsui O.S.K. Lines (MOL) und sechs weitere für die Reederei Orient Overseas Container Line (OOCL) aus Hongkong gebaut. Die vier Einheiten für MOL wurden Anfang März 2015 von der Reederei mit Ablieferung im Jahr 2017 in Auftrag gegeben, der Bauauftrag von der Reederei OOCL folgte am 31. März 2015. Bei MOL bilden die Schiffe einen Teil des MOL 20.000-TEU-Typs, bei OOCL einen Teil der OOCL G-Klasse.
Das erste Schiff der jeweils 154,89 Millionen US-$ teuren Einheiten war die MOL Triumph, sie wurde im März 2017 in Dienst gestellt. Die Schiffe werden im Liniendienst zwischen Europa und Ostasien eingesetzt.

## Technik

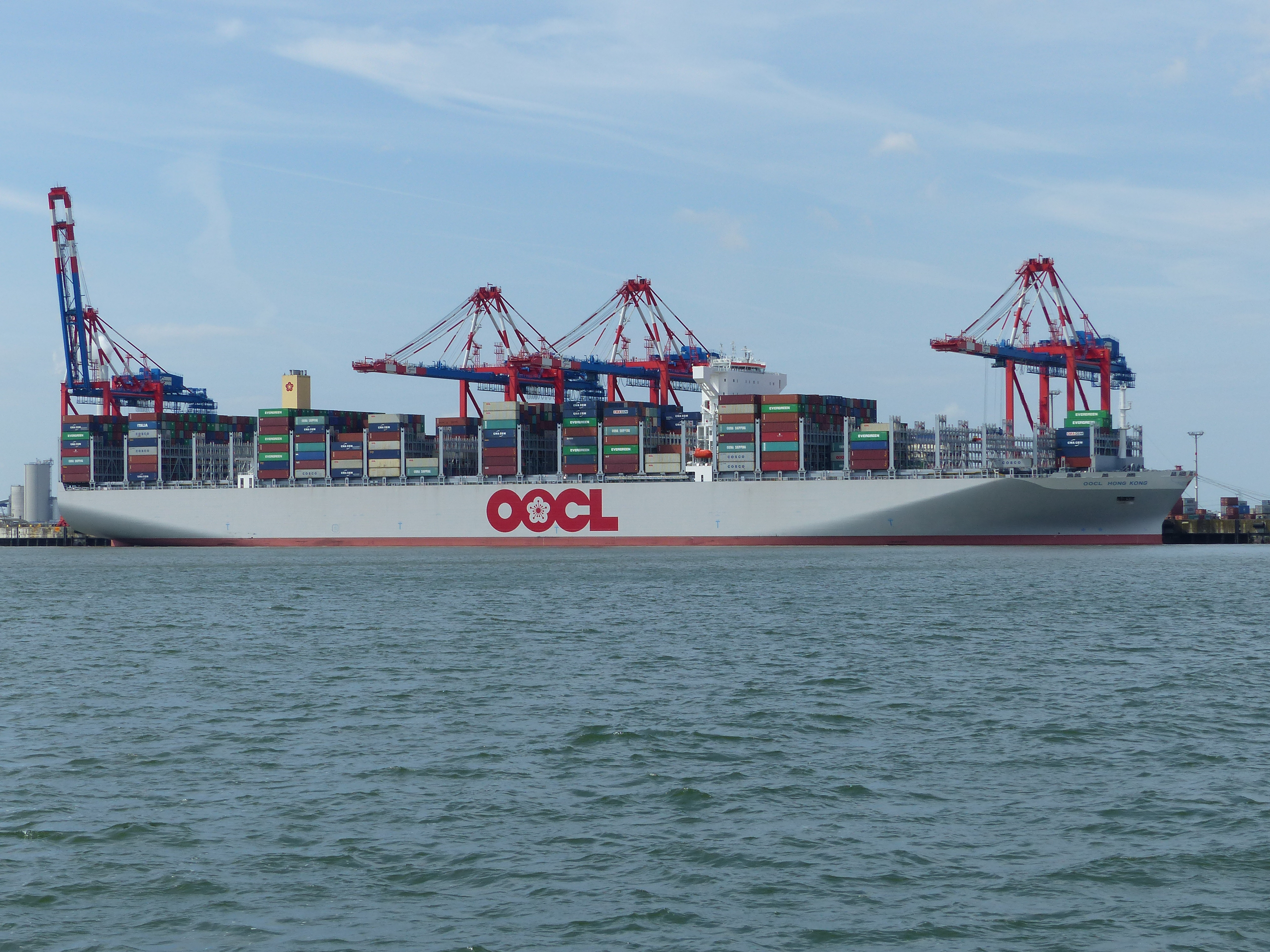
Die OOCL Hong Kong in Wilhelmshaven

Die beim Lloyd’s Register klassifizierten Schiffe zählen zur Gruppe der ULCS-Containerschiffe. Sie haben vergleichbare Abmessungen wie die Einheiten der Triple-E-Klasse, des CSCL-Globe-Typs und der Olympic-Serie, aber eine größere Anzahl an Container-Stellplätzen.
Schiffbaulich sind die Schiffe wie die Mehrzahl der schon in Betrieb befindlichen ULCS-Baureihen ausgelegt. Das Deckshaus ist etwa am Ende des vorderen Schiffsdrittels angeordnet, was einen verbesserten Sichtstrahl und somit eine höhere vordere Decksbeladung ermöglicht, während Schornstein und Maschinenanlage im hinteren Drittel liegen. Vor dem Deckshaus sind acht 40-Fuß-Bays, dahinter 11 Bays und hinter dem Maschinenaufbau fünf weitere Bays angeordnet. Die Bunkertanks sind unterhalb des Aufbaus angeordnet; sie erfüllen die einschlägigen MARPOL-Vorschriften. Die Laderäume der Schiffe werden mit Pontonlukendeckeln verschlossen. Die maximale Containerkapazität wird mit 20.170 TEU angegeben. Weiterhin sind Anschlüsse für Integral-Kühlcontainer vorhanden.
Der Antrieb der Schiffe besteht aus jeweils einem Zweitakt-Dieselmotor des Typs MAN B&W G95ME, der auf einen einzelnen Festpropeller wirkt. Die Hauptmotoren sind für den Betrieb mit Flüssigerdgas als Treibstoff ausgelegt. Die Schiffe erfüllen den Energy Efficiency Design Index der IMO.

## Die Schiffe
| Samsung 20.000-TEU-Typ | Samsung 20.000-TEU-Typ | Samsung 20.000-TEU-Typ | Samsung 20.000-TEU-Typ                              | Samsung 20.000-TEU-Typ     |
| Bauname                | Bauwerft/ Baunummer    | IMO-Nummer             | Kiellegung Stapellauf Ablieferung                   | Umbenennungen und Verbleib |
| ---------------------- | ---------------------- | ---------------------- | --------------------------------------------------- | -------------------------- |
| MOL Triumph            | SHI/2167               | 9769271                | 17. Dezember 2015 18. Januar 2017 27. März 2017     | so in Fahrt                |
| MOL Trust              | SHI/2168               | 9769283                | 18. Dezember 2015 Februar 2017 1. Juni 2017         | so in Fahrt                |
| MOL Tribute            | SHI/2169               | 9769295                | 21. Dezember 2015 - 10. Juli 2017                   | so in Fahrt                |
| MOL Tradition          | SHI/2170               | 9769300                | 24. Dezember 2015 - 31. August 2017                 | so in Fahrt                |
| OOCL Hong Kong         | SHI/ 2172              | 9776171                | 24. Dezember 2015 31. Dezember 2016 18. Mai 2017    | so in Fahrt                |
| OOCL Germany           | SHI/ 2173              | 9776183                | 15. Dezember 2015 1. April 2017 24. August 2017     | so in Fahrt                |
| OOCL Japan             | SHI/ 2174              | 9776195                | 28. Dezember 2015 28. Mai 2017 11. September 2017   | so in Fahrt                |
| OOCL United Kingdom    | SHI/ 2175              | 9776200                | 17. Dezember 2015 8. Juli 2017 29. September 2017   | so in Fahrt                |
| OOCL Scandinavia       | SHI/ 2176              | 9776212                | 24. Dezember 2015 27. August 2017 28. November 2017 | so in Fahrt                |
| OOCL Indonesia         | SHI/ 2177              | 9776224                | 28. Dezember 2015 21. Oktober 2017 18. Januar 2018  | so in Fahrt                |